# Боллебюгд
Боллебюгд или Боллебюгт (швед. Bollebygd) — город в Швеции, административный центр Боллебюгдской коммуны.
Боллебюгд находятся в юго-западной части Швеции в лене Вестра-Гёталанд. Лежит у автомобильного шоссе №40 в 380 км к юго-востоку от Стокгольма и в 45 км от Гётеборга. Является крупным железнодорожным узлом.

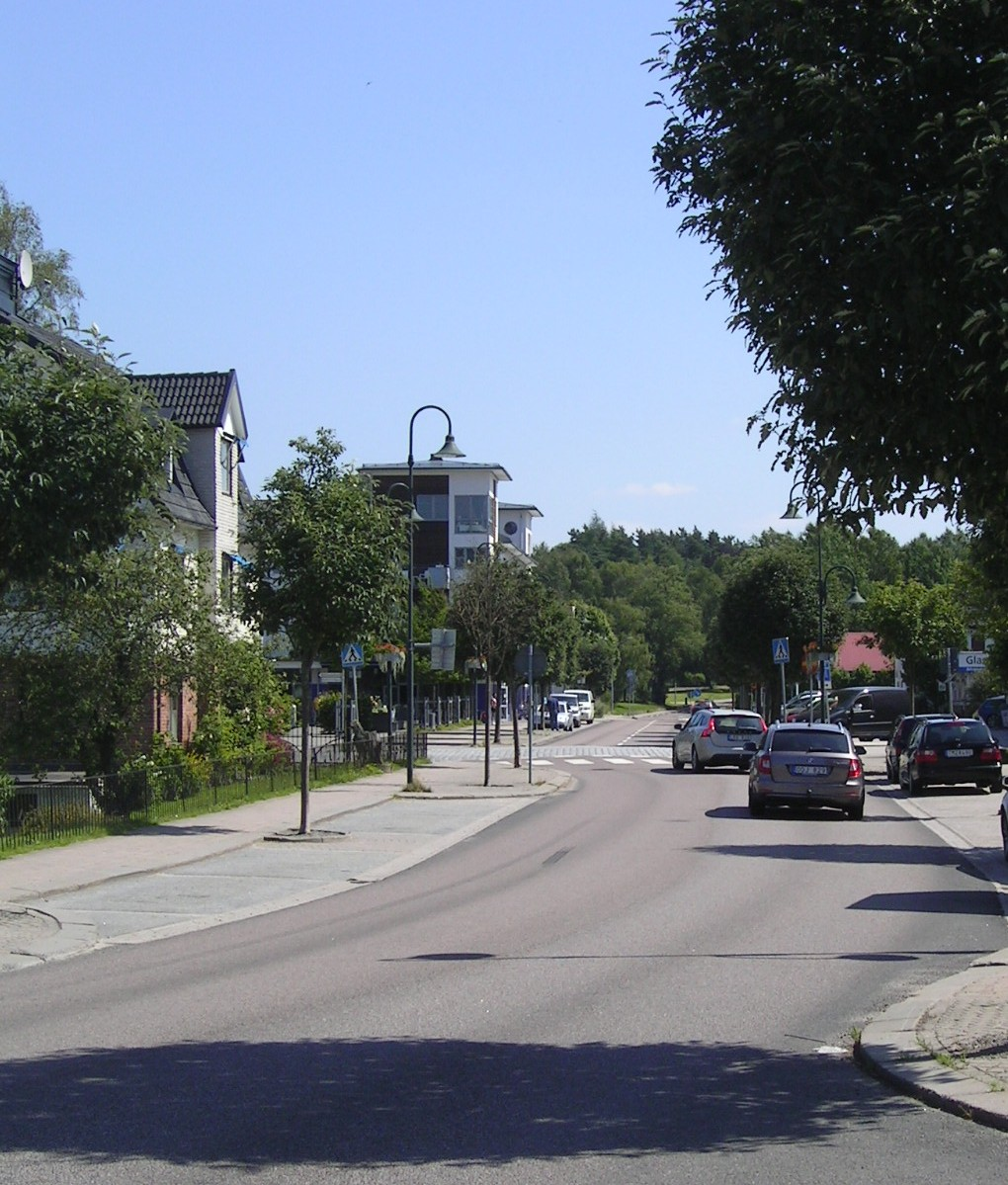
Центральная улица Боллебюгда